# Serviciul de Transport Voluntari
Serviciul de Transport Voluntari este a doua companie de transport public de persoane din București și județul Ilfov. Transportul public de suprafață în Voluntari este responsabilitatea Serviciului de Transport Voluntari (STV) și include o rețea întinsă de autobuze.

## Istoric
Serviciul de Transport Voluntari este societatea Consiliului Local Voluntari, care efectueaza transport public local de călători în baza contractului de delegare a gestiunii serviciului de transport public local de călători cu „Asociația de Dezvoltare Intercomunitară pentru Transport Public București-Ilfov” (TPBI), asigurând legătura dintre orașul Voluntari (județul Ilfov) și municipiul București pe mai multe trasee regionale.
Începand cu anul 2008 a desfasurat activitatea de transport persoane pe baza de grafic in urma licitatiei organizate de Ministerul Transporturilor prin Autoritatea Rutiera Romana, societatea castigand dreptul de folosinta pe mai multe trasee.
Societatea a modernizat periodic parcul auto, avand astazi in dotare 100 de autobuze urbane cu o capacitate maxima de 80 de persoane, autobuze destinate transportului public, norma de poluare fiind EURO 5 si EURO 6.
In prezent flota auto numara 100 de autobuze, 4 autocare marca MAN LION’S COACH care deservesc si astazi activitati educationale si culturale pentru comunitatea orasului Voluntari si un microbuz. De asemenea, vor fi achizitionate prin fonduri europene 36 de autobuze electrice.

## Funcționare

### Linii
STV operează un număr de 39 de trasee de autobuz, numerotate după cum urmează:
| 403  | PIAȚA PRESEI - VADU ANEI (via Otopeni - Ștefănești - Găneasa) |
| 405  | M NICOLAE TECLU - SPITALUL BĂLĂCEANCA                         |
| 406  | PANTELIMON - CĂLDĂRARU                                        |
| 407  | PANTELIMON - BĂLĂCEANCA SAT POȘTA                             |
| 408  | M NICOLAE TECLU - MANOLACHE                                   |
| 409  | BUCUR OBOR - MERII PETCHII                                    |
| 409B | BUCUR OBOR - CRIZANTEMELOR (DASCĂLU)                          |
| 411  | BUCUR OBOR - GAGU (via Afumați și Petrăchioaia)               |
| 412  | BUCUR OBOR - MĂINEASCA                                        |
| 413  | BUCUR OBOR - ȘINDRILIȚA                                       |
| 416  | METROU PIPERA - STR. GĂRII PANTELIMON                         |
| 417  | BUCUR OBOR - PITEASCA                                         |
| 418  | PIAȚA EROII REVOLUȚIEI - COPĂCENI                             |
| 419  | PIAȚA EROII REVOLUȚIEI -BUMBĂCĂRIA JILAVA                     |
| 420  | PIAȚA EROII REVOLUȚIEI - VIDRA (via Sintești)                 |
| 427  | GHENCEA - DĂRĂȘTI-ILFOV                                       |
| 428  | GHENCEA - CFR PROGRESUL                                       |
| 438  | PIAȚA SUDULUI - VIDRA (via Berceni)                           |
| 439  | PIAȚA SUDULUI - DANUBIANA                                     |
| 440  | PIAȚA SUDULUI - LEORDENI                                      |
| 449  | METROU PIPERA - DIMIENI                                       |
| 450  | METROU PIPERA - COMPLEX COMERCIAL BĂNEASA                     |
| 451  | PANTELIMON - TÂNGANU                                          |
| 452  | PANTELIMON - ISLAZ                                            |
| 454  | PANTELIMON - FERMA PANTELIMON                                 |
| 455  | BD. BASARABIA - VICTOR DUMITRESCU                             |
| 457  | PANTELIMON - PITEASCA                                         |
| 458  | PANTELIMON - BRĂNEȘTI                                         |
| 459  | AUREL VLAICU - TUNARI(1 DECEMBRIE)                            |
| 460  | REPUBLICA - POD CFR ȘTEFĂNEȘTI                                |
| 461  | ȘTEFAN CEL MARE - POD CFR AFUMAȚI                             |
| 467  | BUCUR OBOR - POD CFR AFUMAȚI                                  |
| 468  | BUCUR OBOR - GAGU (via Ștefănești)                            |
| 468B | BUCUR OBOR - SITARU                                           |
| 472  | M NICOLAE TECLU - FASHION HOUSE PALLADY - CERNICA             |
| 473  | COMPLEX COMERCIAL BĂNEASA - STR. GĂRII PANTELIMON             |
| 475  | PIAȚA SUDULUI - BERCENI                                       |
| 479  | PIAȚA SUDULUI - AGROPOL                                       |
| 488  | METROU PIPERA - STRADA ELISABETA RIZEA                        |

### Material rulant

#### VDL Berkhof Ambassador 200
In aprilie 2019 a fost semnat contractul de achiziție pentru 50 de autobuze VDL Berkhof cu motoare de Euro 3 si Euro 5, pentru o sumă totală de 3,9 milioane lei fără TVA.[7] Autobuzele au început să fie livrate în sfarsitul lunii mai a aceluiași an.